# کستلوود (ویرجینیا)
کستلوود (به انگلیسی: Castlewood) یک منطقهٔ مسکونی در ایالات متحده آمریکا است که در شهرستان راسل، ویرجینیا واقع شده‌است. کستلوود ۱۸٫۷ کیلومتر مربع مساحت و ۲٬۰۴۵ نفر جمعیت دارد و ۴۹۲ متر بالاتر از سطح دریا واقع شده‌است.